# أنيت سالمين
أنيت سالمين (بالإنجليزية: Annette Salmeen)‏ (و. 1974  م) هي سبّاحة، وعالمة كيمياء حيوية، وأستاذة جامعية أمريكية، ولدت في آن آربر، شاركت في الألعاب الأولمبية الصيفية 1996، والسباحة في الألعاب الأولمبية الصيفية 1996 – سيدات 4 × 200 متر حر تناوب ‏.

## التعليم
تعلمت في كلية سانت جون، أوكسفورد، وجامعة كاليفورنيا، لوس أنجلوس.

## جوائز
حصلت على جوائز منها:
- منحة رودس.

## روابط خارجية
- أنيت سالمين على موقع الاتحاد الدولي للسباحة (الإنجليزية)
- أنيت سالمين على موقع أوليمبيديا (الإنجليزية)